# Docirava brunnearia
Docirava brunnearia är en fjärilsart som beskrevs av John Henry Leech 1897. Docirava brunnearia ingår i släktet Docirava och familjen mätare. Inga underarter finns listade i Catalogue of Life.